# تيونا باريس
تيونا باريس (بالإنجليزية: Teyonah Parris)‏ هي ممثلة أمريكية، ولدت في 22 سبتمبر 1987 في الولايات المتحدة.

## أعمال

### أفلام
- (2010) كيف تعرف[4]
- (2018) لو استطاع شارع بيل التحدث

### مسلسلات
- رجال ماد

## وصلات خارجية
- تيونا باريس على موقع IMDb (الإنجليزية)
- تيونا باريس على موقع روتن توميتوز (الإنجليزية)
- تيونا باريس على موقع ألو سيني (الفرنسية)
- تيونا باريس على موقع أول موفي (الإنجليزية)
- تيونا باريس على موقع قاعدة بيانات الأفلام السويدية (السويدية)
- تيونا باريس على موقع قاعدة بيانات الفيلم (الإنجليزية)
- تيونا باريس على موقع كينوبويسك (الروسية)